# Harper (Liberia)
Harper, dawniej Cape Palmas – miasto we wschodniej Liberii; nad Oceanem Atlantyckim; stolica hrabstwa Maryland. Według danych na rok 2008 liczy 17 837 mieszkańców. Ośrodek handlowy regionu rolniczego; rybołówstwo; port handlowy i rybacki.